# Zsuzsa Mihalek
Zsuzsa Mihalek (Budapest, 1966) è una scenografa ungherese, vincitrice per il Premio Oscar alla migliore scenografia per Povere creature!.

## Biografia
Zsuzsa Mihalek ha iniziato a lavorare come scenografa bel 1988 con Soha, sehol, senkinek! di Ferenc Téglássy. Successivamente, ha lavorato a Le armonie di Werckmeister di Béla Tarr, Hellboy: The Golden Army di Guillermo del Toro, La talpa di Tomas Alfredson, Hunter's Prayer - In fuga di Jonathan Mostow e Atomica bionda di David Leitch. Nel 2024 ha vinto il Premio Oscar alla migliore scenografia per Povere creature! di Yorgos Lanthimos.

## Filmografia

### Cinema
- Soha, sehol, senkinek!, regia di Ferenc Téglássy (1988)
- Mio caro dottor Gräsler, regia di Roberto Faenza (1990)
- Ébredés, regia di Judit Elek (1995)
- Szamba, regia di Róbert Koltai (1996)
- Csajok, regia di Ildikó Szabó (1996)
- Csinibaba, regia di Péter Tímár (1997)
- Franciska vasárnapjai, regia di Sándor Simó (1997)
- Szenvedély, regia di György Fehér (1998)
- Kalózok, regia di Tamás Sas (1999)
- Glamour, regia di Frigyes Gödrös (1999)
- Rosszfiúk, regia di Tamás Sas (2000)
- Le armonie di Werckmeister (Werckmeister Hármoniák), regia di Béla Tarr (2000)
- Balra a nap nyugszik, regia di András Fésös (2000)
- Anarchisták, regia di Tamás Tóth (2001)
- Szerelemtől sújtva, regia di Tamás Sas (2003)
- Jött egy busz..., regia di Viktor Bodó, Kornél Mundruczó, György Pálfi, Árpád Schilling e Ferenc Török (2003)
- Apám beájulna, regia di Tamás Sas (2003)
- Dealer, regia di Benedek Fliegauf (2004)
- Argo, regia di Attila Árpa (2004)
- Non dire sì - L'amore sta per sorprenderti (The Best Man), regia di Stefan Schwartz (2005)
- Joy Division, regia di Reg Traviss (2006)
- Severance - Tagli al personale (Severance), regia di Christopher Smith (2006)
- S.O.S. szerelem!, regia di Tamás Sas (2007)
- Hellboy: The Golden Army (Hellboy II: The Golden Army), regia di Guillermo del Toro (2008)
- Intim fejlövés, regia di Péter Szajki (2009)
- Made in Hungaria, regia di Gergely Fonyó (2009)
- Poligamy, regia di Dénes Orosz (2009)
- La talpa (Tinker Tailor Soldier Spy), regia di Tomas Alfredson (2011)
- Chernobyl Diaries - La mutazione (Chernobyl Diaries), regia di Bradley Parker (2012)
- Dead Europe, regia di Tony Krawitz (2012)
- The Duke of Burgundy, regia di Peter Strickland (2014)
- Dough, regia di John Goldschmidt (2015)
- Argo 2, regia di Attila Árpa (2015)
- Man in the Dark, regia di Fede Álvarez (2016)
- Hunter's Prayer - In fuga (The Hunter's Prayer), regia di Jonathan Mostow (2017)
- Atomica bionda (Atomic Blonde), regia di David Leitch (2017)
- In Fabric, regia di Peter Strickland (2018)
- Le spie di Churchill (A Call to Spy), regia di Lydia Dean Pilcher (2019)
- The Munsters, regia di Rob Zombie (2022)
- Povere creature! (Poor Things), regia di Yorgos Lanthimos (2023)
- Lee, regia di Ellen Kuras (2023)

### Televisione
- Patika - serie TV, 14 episodi (1994-1995)
- Született lúzer - serie TV, 12 episodi (2008-2009)
- Isenhart – Die Jagd nach dem Seelenfänger, regia di Hansjörg Thurn - film TV (2011)
- Strike Back - serie TV, 28 episodi (2011-2018)
- The Lady Vanishes, regia di Diarmuid Lawrence - film TV (2013)
- Marte (Mars) - miniserie TV, 6 episodi (2016)
- Maigret - serie TV, 2 episodi (2017)
- Genius - serie TV, 4 episodi (2018)
- Treadstone - serie TV, 10 episodi (2019)
- Tutta la luce che non vediamo (All the Light We Cannot See) - miniserie TV, 4 episodi (2023)

### Cortometraggi
- Fekete-fehér, igen-nem, regia di Barbara Dékány (2001)

## Premi e riconoscimenti
- Premio Oscar
  - 2024 - Migliore scenografia per Povere creature!
- Premio BAFTA
  - 2024 - Migliore scenografia per Povere creatura!
- Critics' Choice Awards
  - 2024 - Candidatura alla migliore scenografia per Povere creature!